# Planinica (kanton zenicko-dobojski)
Planinica – wieś w Bośni i Hercegowinie, w Federacji Bośni i Hercegowiny, w kantonie zenicko-dobojskim, w gminie Vareš. W 2013 roku liczyła 8 mieszkańców, z czego większość stanowili Serbowie.